# لورينغتون (كامبريدجشير)
لورينغتون (بالإنجليزية: Leverington)‏ هي قرية و أبرشية مدنية تقع في المملكة المتحدة في إنجلترا. يقدر عدد سكانها بـ 2,914 نسمة .